# Eva Domínguez Martín
Eva Domínguez Martín   (Barcelona, 1970) és una periodista catalana especialitzada en noves tecnologies. Va treballar al Diari de Barcelona i El Periódico de Catalunya. Va fer un màster en noves tecnologies a Nova York. Posteriorment, va coordinar projectes digitals per a La Vanguardia i altres empreses. Actualment, a més de la seva feina de consultora de nous mitjans, també fa de professora a diverses universitats com a freelance''. És coautora del llibre Microperiodismos: Aventuras digitales en tiempos de crisis (2012).